# Eupithecia concepcion
Eupithecia concepcion es una especie de polilla de la familia Geometridae. La especie fue descrita por primera vez por Rindge, habiendo sido descrita en 1991, con distribución en Chile. El holotipo de la especie fue descrita en los alrededores del norte de Concepción (Chile). Su hábitat consiste en la ecorregión bosque valdiviano.